# Вайделот
Вайделоти (прусськ. Waidelotte, лит. Vaidilos, латис. Vaideloši) — загальне позначення язичницьких жерців у балтійських народів (прусів, литовців, латишів), що поширилося пізніше і в інших мовах. 

## Походження назви
У джерелах XVI століття трапляються в прусській формі Waidelotte. Це слово походить від поєднання vaid-lo-to-jis і кореня waist зі значенням «знати», «відати». 

## Документальні згадки
«Прусська хроніка» Симона Грюнау (1529) містить легенду, згідно з якою в VI столітті Брут — один з міфічних братів-родоначальників прусів — став верховним жерцем Кріве-Крівайтісом та заснував святилище в Ромуві, де жили «нижчі жерці» — вайделоти. 

## Функції
Ймовірно, вайделоти були жерцями, які «бачать, відають та передають своє знання (ведення) людям через слово». Набагато пізніше вайделотів почали трактувати як співаків — хранителів епосу та історичної спадщини, в чому вони аналогічні бардам. 
Вважається, що вайделоти були помічниками верховного жерця Кріве та займалися принесенням жертв богам, особливо Перкунасу (Пяркунасу). Вони були зобов'язані підтримувати в святилищах священний вогонь, а також займалися передбаченнями та призначали час для свят. 
Аналогічні вайделотам жриці називалися вайделотками. Чоловіки-вайделоти, на відміну від вайделоток, мали право одружуватися, проте немає відомостей про передачу професії у спадок. 

## Одяг та побут
Одяг вайделотів складався з довгої туніки, обшитої білою тасьмою, застебнутої білим шнурком та прикрашеної знизу китицями з бичачих хвостів. Вони оперізувалися широким білим поясом і при жертвопринесенні носили зелені вінки на голові. Грунау описує велетку Погезану (порівняйте Погезанія), яка жила в дубовому гаю — вайделотку, промови якої прирівнювалися до слів самих богів. 

## Різновиди
У джерелах трапляються назви багатьох різновидів жерців та вайделотів: вуршайти (жерці непосвячені), зігноти (жерці Бардойтса), потініки (жерці Рагутіса), лінгусони та тулусони (похоронні жерці), швальгони (весільні жерці), буртініки (народні співаки), мільдувніки (жерці Мільди), путтони (ворожбити по воді), пустони (лікували подувом), вейони (віщуни за вітром), жвакони (віщуни по полум'ю та диму), сейтони (віщуни по амулетам), канну-раугіс (віщуни по солі і пивній піні), зільнеки (віщуни по польоту птахів), лабдаріси (фокусники), звайждініки (астрологи), юодукнігінікаси (чорнокнижники), а також вілкатси (перевертні, вовкулаки).